# 食過Find尋味
《食過FIND尋味》是好好製作製作的飲食節目，由陳穎欣（Yanny）夥拍廚師陳家豪（Arthur）主持，節目由2022年8月29日起一連十集，逢星期一至五晚上8時30分於免費電視77台香港開電視播映。二人將一同走訪全港「好友廚房」，一連十集與廚師好友一同品嚐「招牌菜」，鑽研廚藝。

## 每集一覽
第一季
| 集數 | 播映日期 | 主題                                                                 |
| 1    | 8月29號  | Omakase日式燒肉尋味 品嚐罕有A5和牛部位                               |
| 2    | 8月30號  | 尋找港式大排檔風味 Arthur炮製送飯首選                                |
| 3    | 8月31號  | 街坊價扒房尋味 慢焗牛扒拼芝士焗龍蝦驚喜美味                          |
| 4    | 9月1號   | 尋回日式浜燒海鮮滋味 Yanny親手炮製甲羅燒                             |
| 5    | 9月2號   | 打卡文青度假風咖啡廳 Arthur炮製熱爆Poke Bowl夏威夷蓋飯               |
| 6    | 9月5號   | 尋找韓國風！品嚐韓燒、炸雞、醬油蟹美味，Arthur炮製「韓式炸雞」       |
| 7    | 9月6號   | 必食！米之蓮隱世飯堂尋味 Arthur炮製「剁椒肉碎花膠撈飯」              |
| 8    | 9月7號   | 青口愛好者必睇！ Arthur教食青口小秘訣 炮製「雜錦海鮮 Shake Shake袋」 |
| 9    | 9月8號   | 高質Omakase尋味 品嚐美味海膽！Arthur炮製日式風味「毛蟹波」           |
| 10   | 9月9日   | Yanny 尋回兒時舊有味道 Arthur 分享首次拍攝電視節目感受               |

## 外部連結
食過FIND尋味--香港開電視 （页面存档备份，存于）